# Nietneria
Nietneria Klotzsch ex Benth. – rodzaj wieloletnich, ziemnopączkowych roślin zielnych z rodziny łomkowatych (Nartheciaceae), obejmujący dwa gatunki: Nietneria corymbosa Klotzsch & M.R.Schomb. ex B.D.Jacks, endemiczny dla południowej Wenezueli, i Nietneria paniculata Steyerm., występujący w południowo-wschodniej Wenezueli, zachodniej Gujanie i północnej Brazylii.

## Morfologia
ŁodygaPodziemne, krótkie kłącze.
LiścieUlistnienie naprzeciwległe, głównie odziomkowe. Liście unifacjalne, równowąskie do mieczowatych, sztywne.
KwiatyKwiaty dzwonkowate, zebrane w luźne baldachogrono. Podkwiatki bardzo drobne. Okwiat pojedynczy. Pręciki o nitkowatych nitkach, krótszych od listków okwiatu, i jajowatych główkach. Zalążnie jednokomorowe, stożkowate, wielozalążkowe. Szyjki słupków krótkie, zakończone małym, główkowatym znamieniem.
OwoceTorebki. Nasiona równowąskie, drobne.

## Genetyka
Liczba chromosomów 2n = 26.

## Systematyka
Według APW (aktualizowany system APG IV z 2016) rodzaj należy do rodziny łomkowatych (Nartheciaceae), w rzędzie pochrzynowców (Dioscoreales) w obrębie kladu jednoliściennych (monocots).